# Museo iconografico Onufri
Il Museo iconografico Onufri (in albanese Muzeu Ikonografik Onufri) è un museo d'arte statale albanese sito all'interno della cattedrale della Dormizione di Santa Maria nel castello di Berat. Le collezioni del museo sono incentrate sull'iconografia sacra di epoca bizantina.
Il museo, insieme al Museo etnografico, fa parte del Centro museale di Berat controllato dal Ministero della cultura.